# Expedition 17
L'Expedition 17 è stato il 17°  equipaggio della Stazione spaziale internazionale. I primi due membri, Sergej Volkov e Oleg Kononenko sono partiti l'8 aprile 2008 a bordo della Soyuz TMA-12. A bordo della ISS, si sono uniti a Garrett Reisman che è stato trasferito dalla Expedition 16 alla 17. Il 31 maggio 2008 è partito lo Space Shuttle Discovery che ha portato a bordo Gregory Chamitoff e ha riportato a Terra il 14 giugno Reisman.
Volkov e Kononenko sono atterrati il 24 ottobre 2008 a bordo della Soyuz TMA-12, mentre Chamitoff è rimasto a bordo della stazione come membro della Expedition 18
Inizialmente doveva far parte di questa Expedition anche Sandra Magnus, che doveva raggiungere la stazione con la missione STS-126, ma la sua permanenza è stata assegnata alla Expedition 18.

## Equipaggio
| Comandante          | Sergej Volkov, Roscosmos Primo volo  | Sergej Volkov, Roscosmos Primo volo  | Sergej Volkov, Roscosmos Primo volo  | Sergej Volkov, Roscosmos Primo volo  |
| Ingegnere di volo 1 | Oleg Kononenko, Roscosmos Primo volo | Oleg Kononenko, Roscosmos Primo volo | Oleg Kononenko, Roscosmos Primo volo | Oleg Kononenko, Roscosmos Primo volo |
| Ingegnere di volo 2 | Garrett Reisman, NASA Primo volo     | Gregory Chamitoff, NASA Primo volo   |                                      |                                      |

### Equipaggio di riserva
- Comandante: Maksim Viktorovič Suraev  Russia
- Ingegnere di volo: Oleg Skripochka  Russia
- Ingegnere di volo: Timothy Kopra  Stati Uniti (per Chamitoff)

## Missione

### STS-124
Con la missione STS-124 è stato rientrato Garrett Reisman, ed è giunto sulla stazione Gregory Chamitoff. Gli astronauti del Discovery e della Expedition 17 hanno installato il secondo componente del laboratorio giapponese Japanese Experiment Module.

### EVA 1

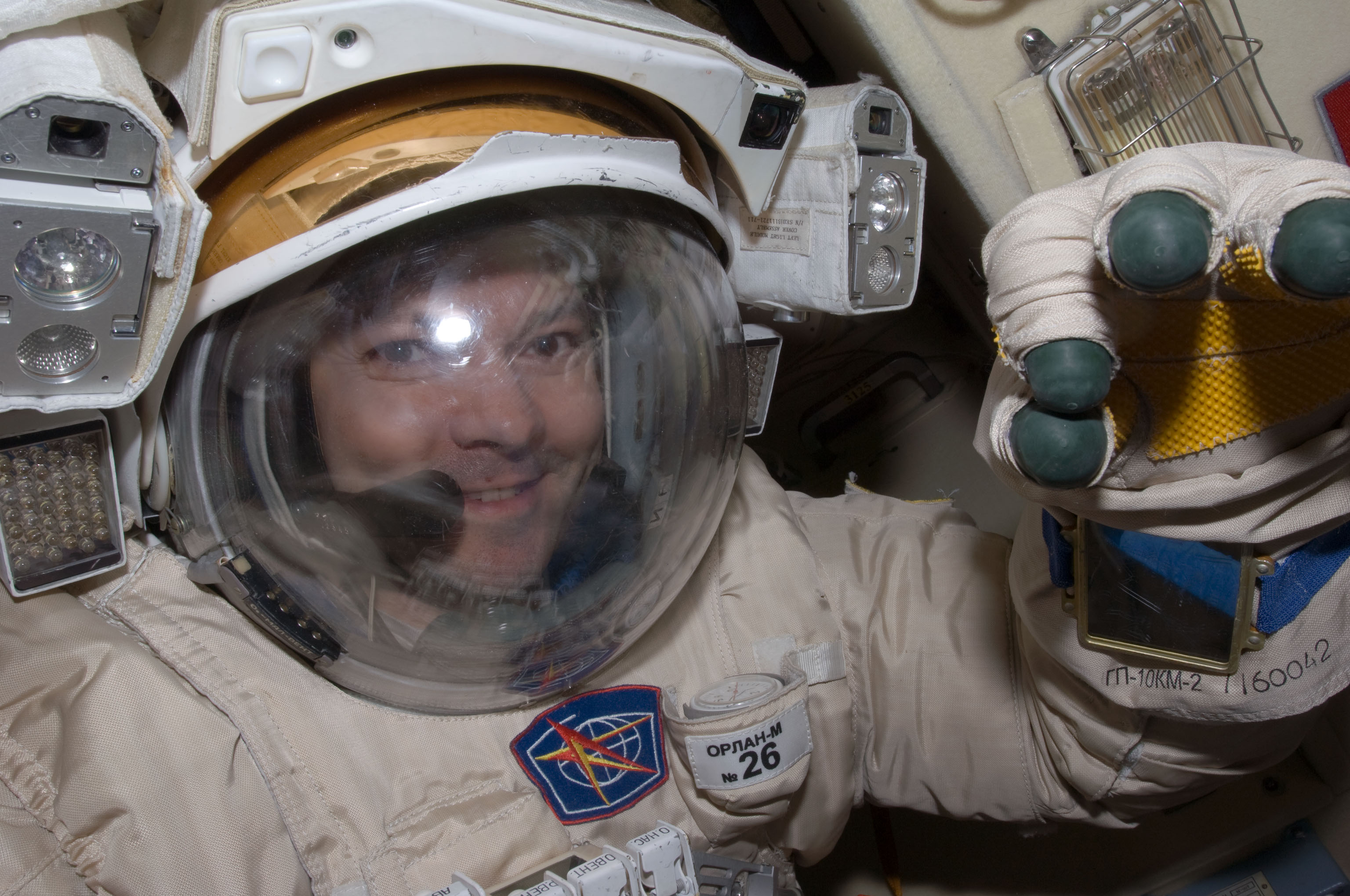
L'ingegnere di volo Kononenko mentre si prepara alla prima passeggiata spaziale

Il comandante della Expedition 17 Volkov e l'ingegnere di volo Kononenko hanno completato la prima passeggiata spaziale il 10 luglio 2008. Durante l'attività extraveicolare gli astronauti hanno ispezionato la navetta Sojuz TMA-12. In particolare, negli atterraggi precedenti delle navette russe si sono verificate delle anomalie nelle traiettorie di rientro. Le navette sono atterrate a centinaia di km di distanza rispetto all'area prevista, e hanno effettuato ingressi atmosferici con valori di accelerazione più elevati del solito. I rientri tuttavia, non hanno mai rappresentato un rischio per l'equipaggio.
Gli ingegneri russi hanno ipotizzato che l'anomalia possa essere attribuita al malfunzionamento delle cariche esplosive che vengono attivate durante il distacco della Sojuz dalla stazione. Per questo motivo hanno disinstallato una carica esplosiva, che verrà successivamente riportata a Terra per essere analizzata.

### EVA 2

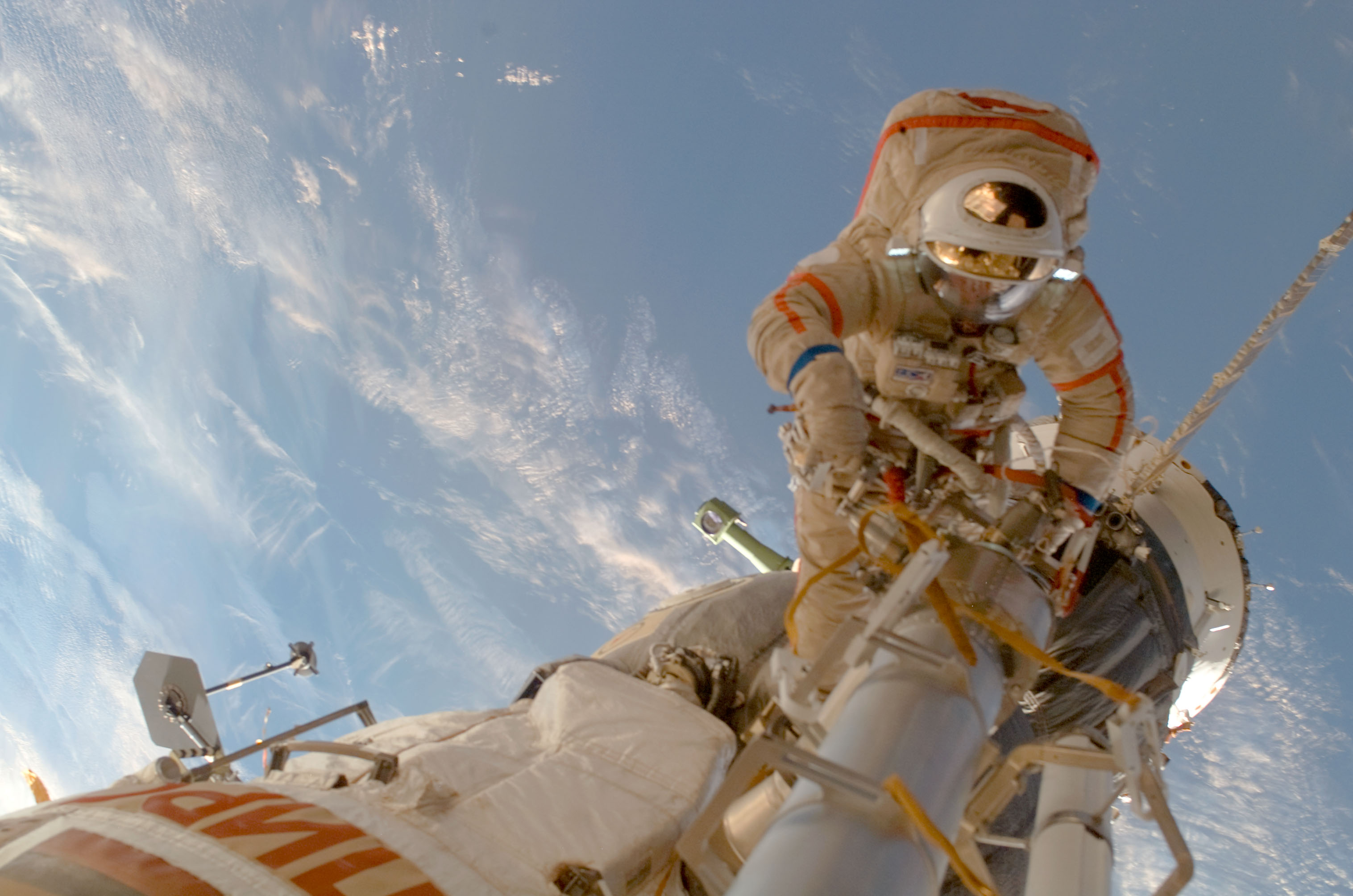
Volkov ripreso durante la seconda passeggiata spaziale

Il 15 luglio 2008, alle 23:02 UTC è iniziata la seconda passeggiata spaziale. Volkov e Kononenko hanno installato il sistema di aggancio sul modulo Zvezda, che permetterà l'aggancio di un piccolo modulo di ricerca russo nel 2009. Successivamente è stato installato l'esperimento chiamato Vsplesk, che monitorerà gli eventi sismici ed è stato rimosso l'esperimento Biorisk, installato dall'equipaggio della Expedition 15 per poter analizzare i risultati. Biorisk ha l'obiettivo di studiare l'effetto dell'ambiente spaziale sui microrganismi.

## Attività extraveicolari
|      | Astronauta                   | Inizio                   | Fine                    | Durata           | Missione |
| ---- | ---------------------------- | ------------------------ | ----------------------- | ---------------- | --- |
| EVA1 | Sergej Volkov Oleg Kononenko | 10 luglio 2008 13:06 UTC | 19:24 UTC               | 6 ore, 18 minuti | Ispezione della Sojuz TMA-12 e recupero di una carica pirotecnica da portare a Terra                                                        |
| EVA2 | Volkov Kononenko             | 15 luglio 2008 23:02 UTC | 16 luglio 2008 4:56 UTC | 5 ore, 54 minuti | Rimozione e installazione di esperimenti scientifici, equipaggiamento per il rendezvous di una futura missione dell'agenzia spaziale russa. |